# KNVB Beker 1985/86
De 68ste editie van de KNVB Beker kende AFC Ajax als winnaar. Het was de tiende keer dat de club de beker in ontvangst nam. Ajax versloeg RBC in de finale. Bij deze editie van het toernooi werd gespeeld volgens het replay-systeem: bij een gelijke eindstand, werd er een extra wedstrijd gespeeld en daarna pas een eventuele verlenging.

## Eerste ronde
| Datum           | Wedstrijd                       | Uitslag       | Scoreverloop |
| --------------- | ------------------------------- | ------------- | --- |
| 9 oktober 1985  | Ajax – Sparta Rotterdam         | 3 – 0 (0 – 0) | 54' Gerald Vanenburg 1-0, 74' Marco van Basten (pen) 2-0, 82' Frank Rijkaard 3-0 |
| 9 oktober 1985  | FC Groningen – FC Den Bosch '67 | 5 – 1 (2 – 0) | 1' Jos Roossien 1-0, 5' Ron van den Berg 2-0, 57' Paul Mason 3-0, 69' Peter Houtman 4-0, 74' Hans Gillhaus 4-1, 84' Johan de Kock 5-1                                                                                    |
| 9 oktober 1985  | Vitesse – PSV                   | 0 – 3 (0 – 0) | 62' Rob McDonald 0-1, 68' Ruud Gullit 0-2, 80' Ruud Gullit 0-3 |
| 12 oktober 1985 | ASWH – Emmen                    | 2 – 1 (1 – 0) | 34' Paul Devilé 1-0, 64' Andries Doré 2-0, 88' Grads Fühler 2-1 |
| 12 oktober 1985 | AVW '66 – N.E.C.                | 1 – 3 (1 – 3) | 4' Bert van de Kracht 1-0, 11' Henk Grim 1-1, 14' Henk Grim 1-2, 16' Henk Grim 1-3 |
| 12 oktober 1985 | De Bataven – VVOG               | 0 – 2 (0 – 1) | 44' Evert Jan (Etie) Janssen 0-1, 52' Johan Zeeboer 0-2 |
| 12 oktober 1985 | SC Cambuur – DS '79             | 1 – 2 (0 – 2) | 22' Hans Stout 0-1, 44' Harry Melis 0-2, 63' Kurt den Hartog (e.d.) 1-2 |
| 12 oktober 1985 | DETO – FC Haarlem               | 2 – 8 (0 – 2) | 16' Wim Balm (pen) 0-1, 28' Ricky Talan 0-2, 57' Wim Balm 0-3. 61' Jed Kerr (pen) 1-3 70' Piet Keur 1-4, 76' Jan Wetering 2-4, 81' Piet Keur 2-5, 84' Rob Collewijn 2-6, 87' Wim Balm 2-7, 88' Wim Balm 2-8              |
| 12 oktober 1985 | EDO – Kozakken Boys             | 3 – 3 (2 – 0) | 5' Hesdy Sumter 1-0, 15' Hans Werdekker 2-0, 56' Rob Meinsma (pen) 3-0, 71' Bas Klomp 3-1, 76' Bert Schouten 3-2, 89' Veerpaal 3-3                                                                                       |
| 12 oktober 1985 | Fortuna Sittard – FC Wageningen | 3 – 0 (1 – 0) | 24' Wim Koevermans 1-0, 47' John Linford 2-0, 75' Arthur Hoyer 3-0 |
| 12 oktober 1985 | Go Ahead Eagles – SC Veendam    | 1 – 1 (0 – 0) | 48' Ronald Dekker 1-0, 66' Henk Veldmate 1-1 |
| 12 oktober 1985 | GVVV – Hoek                     | 3 – 1 (1 – 0) | 7' Wim Koenen 1-0, 68' Ton Muller 2-0, 78' Dragan Ristić 3-0, 80' Niek van den Houten 3-1 |
| 12 oktober 1985 | Marken – Rheden                 | 3 – 1 (2 – 1) | 31' Martin Boes 1-0, 43' John Neijenhuis 1-1, 44' Martin Boes 2-1, 74' Wim Tol 3-1 |
| 12 oktober 1985 | Oostkapelle – Limburgia         | 3 – 2 (2 – 1) | 2' Tajeb Labijed 0-1, 16' Stoffel Schipper 1-1, 42' Stoffel Schipper (pen) 2-1, 61' Peter Verburg 3-1, 67' Jan Wetzels 3-2                                                                                               |
| 12 oktober 1985 | Rohda Raalte – Spijkenisse      | 4 – 1 (2 – 0) | 8' Henri Bronsvoort 1-0, 35' Erik Stokkers 2-0, 60' Paul van der Mijn 2-1, 66' Henri Bronsvoort 3-1, 78' Rob Groen 4-1                                                                                                   |
| 12 oktober 1985 | SVV – Roda JC                   | 3 – 2 (2 – 0) | 7' Glenn Sonneville 1-0, 30' Glenn Sonneville 2-0, 48' Martin van Geel 2-1, 54' Martin van Geel 2-2, 65' René van Delft 3-2                                                                                              |
| 12 oktober 1985 | Telstar – RKC                   | 1 – 0 (1 – 0) | 21' Floor Buma 1-0 |
| 12 oktober 1985 | Urk – AZ '67                    | 1 – 4 (0 – 2) | 29' Sigi Lens 0-1, 39' David Loggie 0-2, 46' Anne Brouwer 1-2, 51' Gerrie Kleton 1-3, 72' Sigi Lens 1-4 |
| 12 oktober 1985 | VVV – PEC Zwolle '82            | 0 – 5 (0 – 1) | 44' Martin Wiggemansen 0-1, 55' Wilco van Buuren 0-2, 72' Martin Wiggemansen 0-3, 84' Peter van der Hengst 0-4, 89' Aziz Doufikar 0-5                                                                                    |
| 12 oktober 1985 | Wilhelmina '08 – Spakenburg     | 0 – 1 (0 – 0) | 74' Jan van Leijenhorst 0-1 |
| 13 oktober 1985 | DHC – FC Twente                 | 0 – 1 (0 – 0) | 49' Ron Willems 0-1 |
| 13 oktober 1985 | Drachten – FC Volendam          | 1 – 6 (0 – 2) | 30' Jack Klepper 0-1, 34' Ab Plugboer 0-2, 56' Henk Boerree 1-2, 59' Ab Plugboer 1-3, 64' Joop Böckling 1-4, 71' Koop Kerkstra (e.d.) 1-5, 88' Joop Böckling 1-5                                                         |
| 13 oktober 1985 | EHC – NAC                       | 2 – 7 (1 – 4) | 4' Guus van der Borgt 0-1, 5' Guus van der Borgt 0-2, 25' Rob Hillen 1-2, 38' Paul Bannon 1-3, 42' Guus van der Borgt 1-4, 79' Geert Meijer 1-5, 81' Guus van der Borgt 1-6, 86' Bas Reuvers 2-6, 88' Wim van Dongen 2-7 |
| 13 oktober 1985 | Eindhoven – RBC                 | 0 – 1 (0 – 1) | 7' Gerrie Voets 0-1 |
| 13 oktober 1985 | SC Enschede – sc Heerenveen     | 1 – 1 (0 – 1) | 38' Ype Anema 0-1, 89' Alfred Nijhuis 1-1 |
| 13 oktober 1985 | Excelsior – FC Den Haag         | 1 – 3 (0 – 1) | 19' Heini Otto 0-1, 68' Remco Boere 0-2, 83' Michel Beukers 1-2, 85' Alfons Groenendijk 1-3 |
| 13 oktober 1985 | Papendrecht – DWV               | 2 – 1 (0 – 1) | 42' Enrico Small 0-1, 69' Peter Michielse 1-1, 83' Peter Michielse (pen) 2-1 |
| 13 oktober 1985 | RCH – Willem II                 | 3 – 2 (2 – 1) | 24' Wim Ras 1-0, 29' Frank van Straalen 1-1, 40' Edwin Otte 2-1, 73' Wim Ras 3-1, 79' Kevin Maddock 3-2 |
| 13 oktober 1985 | Rood Wit W – SC Heracles '74    | 0 – 2 (0 – 2) | 7' John ter Mors 0-1, 32' Hendrie Krüzen 0-2 |
| 13 oktober 1985 | FC Utrecht – Helmond Sport      | 3 – 1 (1 – 1) | 6' Eric Keizers (e.d.) 1-0, 43' Toon Nelemans (pen) 1-1, 53' Gerrit Plomp 2-1, 85' John van Loen 3-1 |
| 13 oktober 1985 | Voerendaal – De Graafschap      | 0 – 0         | |
| 30 oktober 1985 | Feyenoord – MVV                 | 4 – 0 (3 – 0) | 5' Henk Duut 1-0, 10' Tscheu La Ling 2-0, 16' Kees (Keje) Molenaar 3-0, 55' Jan Sørensen 4-0 |

### Replay
| Datum           | Wedstrijd                    | Uitslag       | Scoreverloop                                                                                             |
| --------------- | ---------------------------- | ------------- | --- |
| 30 oktober 1985 | De Graafschap – Voerendaal   | 4 – 1 (2 – 0) | 13' John Leeuwerik 1-0, 19' Rob Brace 2-0, 47' Rob Brace 3-0, 70' Jerry Cooke 4-0, 72' Gerrie Smeets 4-1 |
| 30 oktober 1985 | sc Heerenveen – SC Enschede  | 2 – 1 (1 – 0) | 18' Jaap Schuurmans 1-0, 62' René Postma 1-1, 89' Gertjan Verbeek 2-1                                    |
| 30 oktober 1985 | SC Veendam – Go Ahead Eagles | 0 – 0 n.v.    | SC Veendam wint na strafschoppen                                                                         |
| 2 november 1985 | Kozakken Boys – EDO          | 0 – 0 n.v.    | Kozakken Boys wint na strafschoppen                                                                      |

## Tweede ronde
| Datum            | Wedstrijd                      | Uitslag       | Scoreverloop |
| ---------------- | ------------------------------ | ------------- | --- |
| 23 november 1985 | AZ '67 – FC Groningen          | 0 – 0         | |
| 23 november 1985 | Kozakken Boys – PEC Zwolle '82 | 0 – 2 (0 – 1) | 44' Foeke Booy 0-1 50' Gerrit Visscher 0-2                                                                        |
| 23 november 1985 | Marken – SC Heracles '74       | 3 – 1 (1 – 0) | 40' Martin Boes 1-0, 49' Hendrie Krüzen 1-1, 55' Piet Springer 2-1, 85' Thijs Schipper (pen) 3-1                  |
| 23 november 1985 | NAC – SVV                      | 2 – 0 (2 – 0) | 15' Guus van der Borgt 1-0, 21' Paul Bannon 2-0                                                                   |
| 23 november 1985 | Oostkapelle – Telstar          | 2 – 2 (1 – 2) | 24' Gerard Schipper 1-0, 29' Marco Achmad 1-1, 37' Marco Achmad 1-2, 90' Peter Verburg 2-2                        |
| 23 november 1985 | SC Veendam – De Graafschap     | 1 – 1 (0 – 0) | 60' Jerry Cooke 0-1, 76' Jan Viswat 1-1                                                                           |
| 23 november 1985 | VVOG – FC Haarlem              | 2 – 2 (1 – 1) | 42' Wim Balm 0-1, 44' Reimer Jansen 1-1, 71' Rob Collewijn 1-2, 85' Evert Jansen 2-2                              |
| 24 november 1985 | Feyenoord – PSV                | 4 – 1 (1 – 0) | 16' Johnny Rep 1-0, 56' John Eriksen (pen) 2-0, 63' Ruud Gullit 2-1, 65' André Hoekstra 3-1, 83' John Eriksen 4-1 |
| 24 november 1985 | sc Heerenveen – RCH            | 1 – 1 (1 – 0) | 4' Jan de Jonge 1-0, 78' Marcel Tiemens (pen) 1-1                                                                 |
| 24 november 1985 | RBC – DS '79                   | 3 – 2 (1 – 0) | 24' Albert Jurgens 1-0, 56' Ron Timmers 1-1, 66' Arie Romijn 2-1, 75' Gerrie Voets 3-1, 77' Jaap van der Wiel 3-2 |
| 24 november 1985 | FC Volendam – Papendrecht      | 0 – 2 (0 – 0) | 76' Young Man 0-1, 81' Peter Michielse 0-2                                                                        |
| 11 december 1985 | Spakenburg – FC Den Haag       | 1 – 1 (1 – 0) | 1' Tijmen Beekhuis 1-0, 57' Alfons Groenendijk 1-1                                                                |
| 14 december 1985 | Rohda Raalte – GVVV            | 1 – 0 (1 – 0) | 33' Erik Stokkers 1-0                                                                                             |
| 18 december 1985 | Fortuna Sittard – ASWH         | 3 – 0 (1 – 0) | 41' Wim Koevermans 1-0, 60' Frans Thijssen 2-0, 88' Wout Holverda 3-0                                             |
| 9 februari 1986  | FC Utrecht – Ajax              | 0 – 4 (0 – 2) | 1' Frank Rijkaard 0-1, 17' John Bosman 0-2, 62' Marco van Basten 0-3, 72' Rob de Wit 0-4                          |
| 11 maart 1986    | FC Twente – N.E.C.             | 2 – 3 (0 – 2) | 16' Danny Hoekman 0-1, 39' Henk Grim 0-2, 46' Martin Koopman 1-2, 57' Evert Bleuming 2-2, 59' Anton Janssen 2-3   |

### Replay
| Datum            | Wedstrijd                  | Uitslag                    | Scoreverloop                                                                                            |
| ---------------- | -------------------------- | -------------------------- | --- |
| 18 december 1985 | De Graafschap – SC Veendam | 2 – 1 (0 – 0)              | 47' Rob Brace 1-0, 64' Jerry Cooke 2-0, 84' Bert Wiebing 2-1                                            |
| 18 december 1985 | FC Groningen – AZ '67      | 2 – 0 n.v.                 | 91' Johan de Kock 1-0, 117' Peter Houtman 2-0                                                           |
| 18 december 1985 | FC Haarlem – VVOG          | 4 – 1 (3 – 1)              | 7' Wim Balm 1-0, 14' Rob Collewijn 2-0, 20' Piet Keur 3-0, 41' Geert-Jan Krop 3-1, 82' Frans Jansen 4-1 |
| 18 januari 1986  | Telstar – Oostkapelle      | 2 – 0 (0 – 0)              | 62' Michel van Oostrum 1-0, 85' Jerry de Jong 2-0                                                       |
| 8 februari 1986  | FC Den Haag – Spakenburg   | 2 – 0 (2 – 0)              | 17' Frans Danen 1-0, 44' Alfons Groenendijk 2-0                                                         |
| 9 februari 1986  | RCH – sc Heerenveen        | 2 – 1 n.v. (1 – 1) (1 – 1) | 21' John van den Wildenberg 0-1, 27' Leon Hoep 1-1, 95' Rob Rijbroek 2-1                                |

## Derde ronde
| Datum         | Wedstrijd                   | Uitslag       | Scoreverloop |
| ------------- | --------------------------- | ------------- | --- |
| 8 maart 1986  | Rohda Raalte – Marken       | 1 – 3 (0 – 0) | 73' Hans Zondervan 0-1, 85' Wim Tol 0-2, 89' Frans Reiniers 0-3, 90' Piet Springer 1-3                                                                 |
| 18 maart 1986 | FC Den Haag – NAC           | 4 – 2 (2 – 2) | 7' Guus van der Borgt 0-1, 25' Guus van der Borgt 0-2, 36' Alfons Groenendijk 1-2, 44' Martin Jol 2-2, 50' Remco Boere 3-2, 78' Alfons Groenendijk 4-2 |
| 18 maart 1986 | Fortuna Sittard – Feyenoord | 2 – 1 (1 – 1) | 8' Arthur Hoyer (pen) 1-0, 35' Simon Tahamata 1-1, 71' John Linford 2-1                                                                                |
| 18 maart 1986 | FC Groningen – Papendrecht  | 3 – 0 (1 – 0) | 43' Paul Mason 1-0, 70' Paul Mason 2-0, 79' Johan de Kock 3-0                                                                                          |
| 18 maart 1986 | FC Haarlem – PEC Zwolle '82 | 0 – 0         | |
| 18 maart 1986 | N.E.C. – De Graafschap      | 1 – 0 (1 – 0) | 30' Frans Janssen 1-0 |
| 18 maart 1986 | RBC – Telstar               | 1 – 1 (1 – 0) | 44' Tommie Kerstens 1-0, 73' Arnold Oosterveer 1-1 |
| 19 maart 1986 | RCH – Ajax                  | 1 – 3 (0 – 2) | 30' Ronald Koeman 0-1, 35' Frank Rijkaard 0-2, 60' Leon Hoep 1-2, 81' Arnold Mühren 1-3                                                                |

### Replay
| Datum        | Wedstrijd                   | Uitslag       | Scoreverloop              |
| ------------ | --------------------------- | ------------- | ------------------------- |
| 9 april 1986 | PEC Zwolle '82 – FC Haarlem | 0 – 1 (0 – 0) | 73' Piet Keur 0-1         |
| 9 april 1986 | Telstar – RBC               | 0 – 0 n.v.    | RBC wint na strafschoppen |

## Kwartfinales
| Datum         | Wedstrijd                | Uitslag       | Scoreverloop                                                           |
| ------------- | ------------------------ | ------------- | ---------------------------------------------------------------------- |
| 22 april 1986 | Marken – FC Den Haag     | 0 – 1 (0 – 0) | 75' Remco Boere 0-1                                                    |
| 23 april 1986 | Ajax – FC Groningen      | 1 – 0 (0 – 0) | 75' John Bosman 1-0                                                    |
| 23 april 1986 | FC Haarlem – RBC         | 0 – 1 (0 – 0) | 89' Johan Molenaar 0-1                                                 |
| 23 april 1986 | N.E.C. – Fortuna Sittard | 2 – 1 (2 – 0) | 21' Michel Mommertz (pen) 1-0, 36' Henk Grim 2-0, 47' John Linford 2-1 |

## Halve finales
| Datum      | Wedstrijd         | Uitslag       | Scoreverloop                                                                                              |
| ---------- | ----------------- | ------------- | --- |
| 7 mei 1986 | N.E.C. – Ajax     | 1 – 3 (0 – 1) | 45' Frank Rijkaard 0-1, 55' Ronald Koeman (pen) 0-2, 77' Arnold Mühren 0-3, 80' Michel Mommertz (pen) 1-3 |
| 8 mei 1986 | RBC – FC Den Haag | 2 – 1 (1 – 1) | 14' Remco Boere 0-1, 39' Johan Molenaar 1-1, 76' Johan Molenaar 2-1                                       |

## Finale
|                               |                                       |               |     |                                                                           |
| 28 mei 1986 Finale KNVB Beker | Ajax                                  | 3 – 0 (0 – 0) | RBC | De Meer, Amsterdam Toeschouwers: 18.116 Scheidsrechter: John Blankenstein |
| 28 mei 1986 Finale KNVB Beker | John Bosman 46', 80' Sonny Silooy 67' |               |     | De Meer, Amsterdam Toeschouwers: 18.116 Scheidsrechter: John Blankenstein |

| Ajax | RBC |

| Ajax:         |                   |     |
|               |                   |     |
| DM            | Stanley Menzo     |     |
| RB            | Sonny Silooy      |     |
| CB            | Ronald Koeman     |     |
| CB            | Ronald Spelbos    |     |
| LB            | Peter Boeve       |     |
| RM            | Gerald Vanenburg  | 46' |
| CM            | Frank Rijkaard    |     |
| LM            | Arnold Mühren     |     |
| RV            | John van 't Schip |     |
| SP            | Marco van Basten  |     |
| LV            | Rob de Wit        |     |
| Wisselspeler: |                   |     |
| AV            | John Bosman       | 46' |
| Trainer:      |                   |     |
| Johan Cruijff |                   |     |

| RBC:          |                     |     |
|               |                     |     |
| DM            | Frank Brugel        |     |
| RB            | Peter Pijpers       |     |
| CB            | Ruud Brood          |     |
| CB            | Mario Molenaar      |     |
| LB            | Tommie Kerstens     |     |
| CM            | Albert Jurgens      |     |
| CM            | Wim van der Steene  | 51' |
| CM            | Gerrie Jumelet      |     |
| RV            | Clemens Bastiaansen |     |
| SP            | Gerrie Voets        |     |
| LV            | Dirk van der Laan   |     |
| Wisselspeler: |                     |     |
| AV            | Arie Romijn         | 51' |
| Trainer:      |                     |     |
| Hans Verèl    |                     |     |

| KNVB Beker 1985/86 |
| ------------------ |
| Ajax 10e titel     |